# Henri-Théophile Bouillon
Henri-Théophile Bouillon, né le 21 avril 1864 à Saint-Front (Charente) et mort le 1er juillet 1933 à Arcachon, est un sculpteur et dessinateur français.

## Biographie
Henri-Théophile Bouillon entre aux Beaux-Arts de Paris où il est l'élève d'Antonin Mercié, Paul Dubois et Auguste Paris. Il expose dès 1886 au Salon des artistes français et est membre de la Société des artistes français.
En 1891, il présente deux bustes : l'un représentant son père (musée des Beaux-Arts de Bordeaux), et l'autre, le dessinateur Jules Baric.
L'année suivante, il présente le buste de Joseph Ignace Guillotin (Versailles, salle du Jeu de paume). En 1895, son Monument à Henry Murger est acquis par l'État et orne le jardin du Luxembourg à Paris.
En mai 1897, ses dessins sont exposés au Salon des Cent.
Il obtient une médaille de bronze à l'Exposition universelle de 1900.

Œuvres d'Henri-Théophile Bouillon
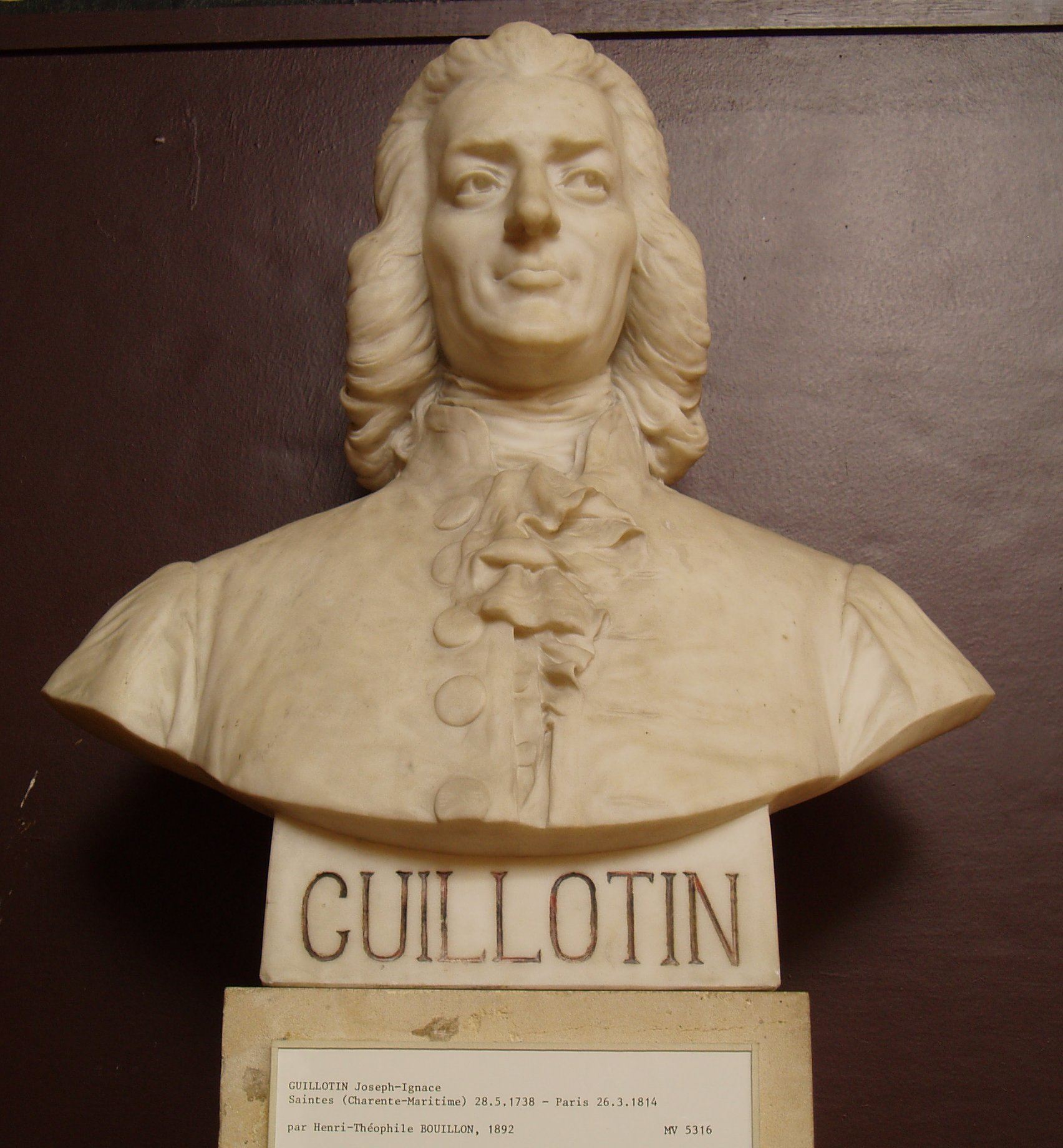
Joseph Ignace Guillotin (1892), Versailles, salle du Jeu de paume.
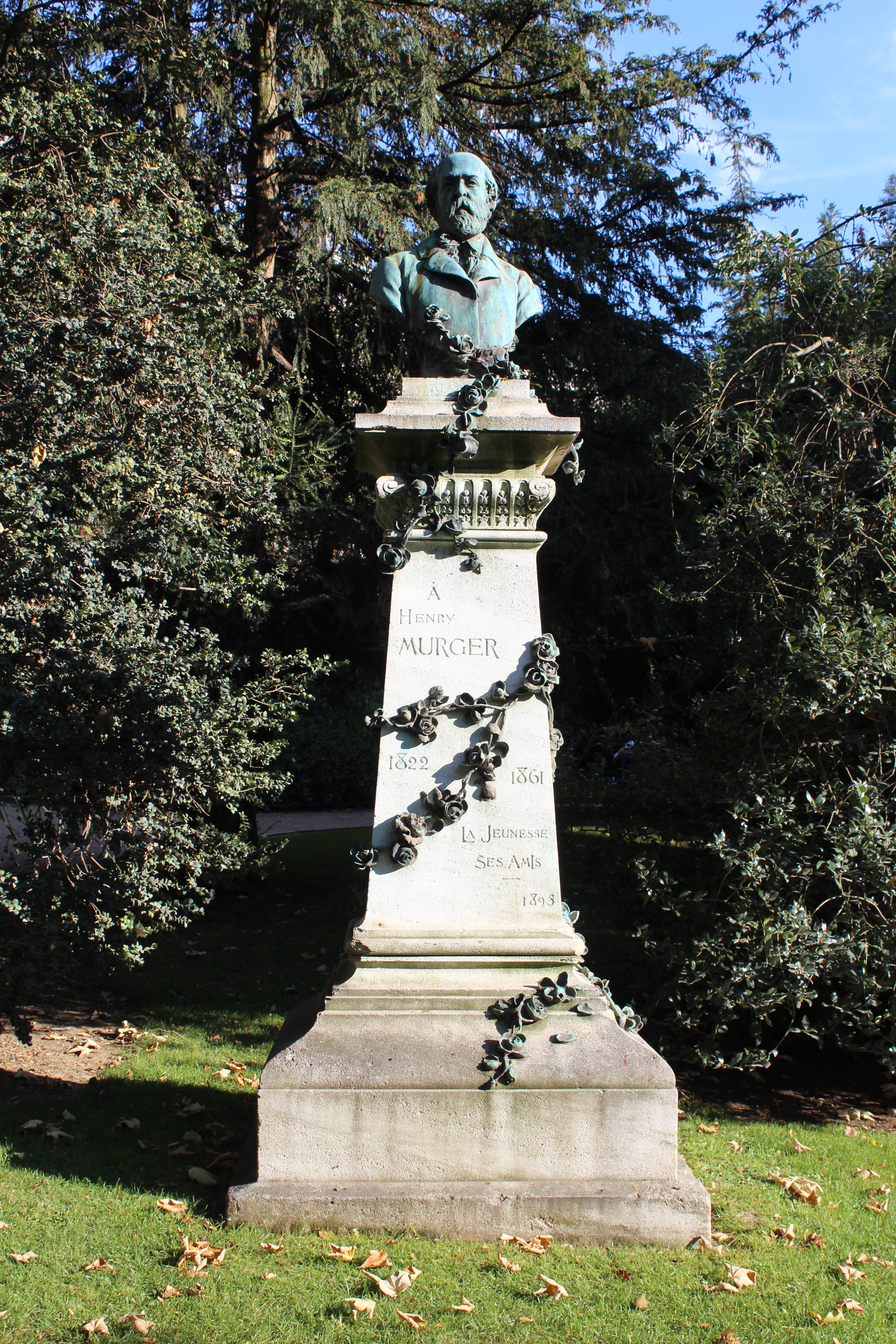
Monument à Henri Murger (1895), Paris, jardin du Luxembourg.
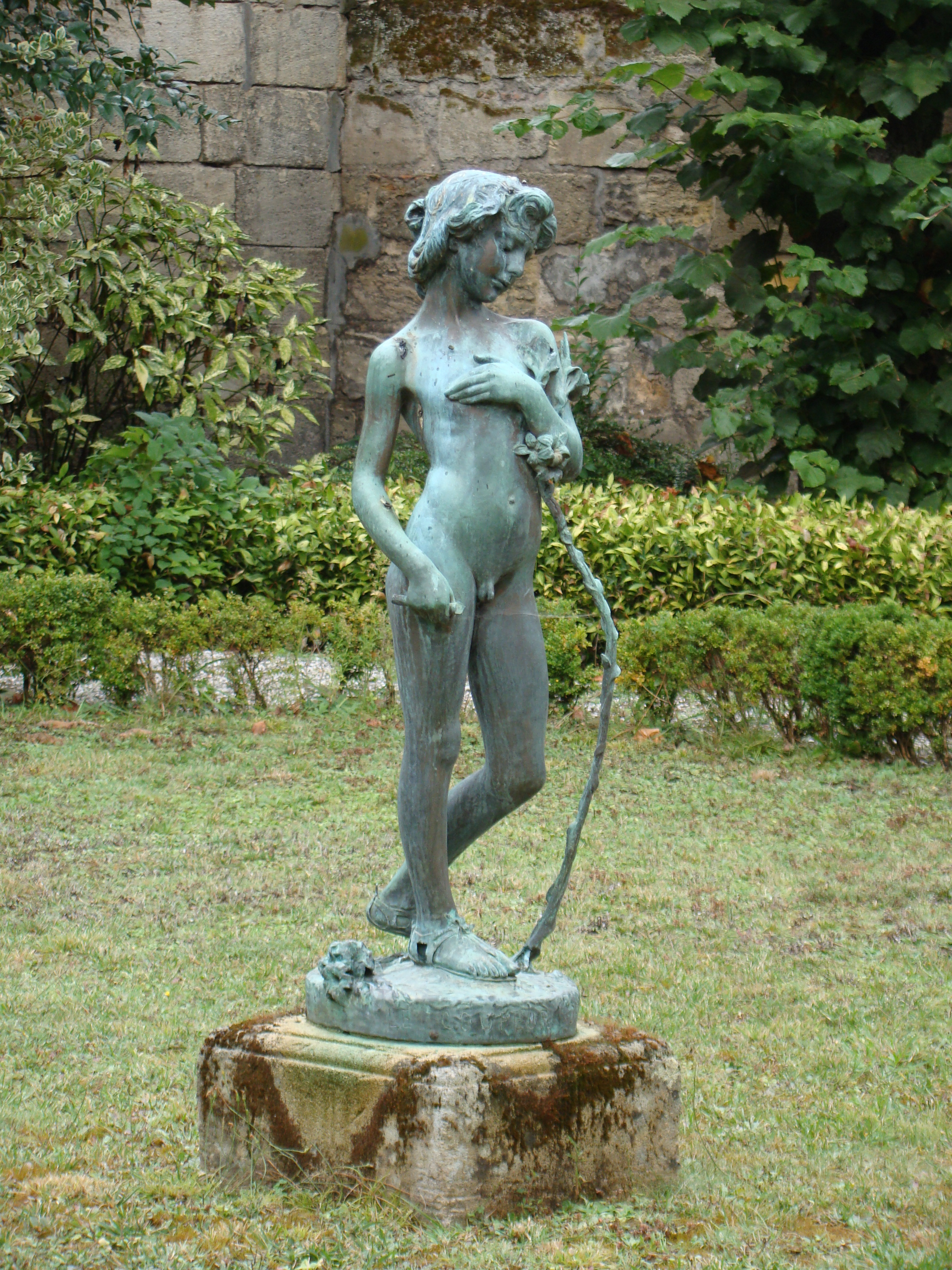
Le coupeur de lys (1896), sculpture située dans le jardin de l'hôtel de Basquiat à Bordeaux.
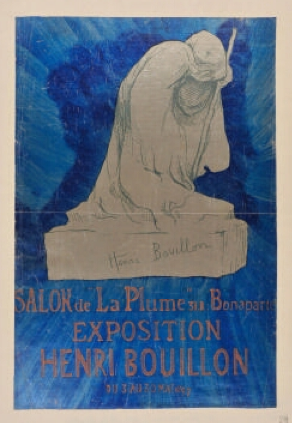
Salon de La Plume, exposition Henri Bouillon, mai 1897, affiche.